# Three Block War
Als Three Block War wird eine Militärtheorie bezeichnet, in denen Militäreinheiten drei Operationen mit unterschiedlichem Anforderungsprofil durchführen. Von asymmetrischen Konflikten unterscheidet sich das Three-Block-War-Szenario per definitionem durch zeitliche (einige Stunden), räumliche (z. B. einige Häuserblöcke einer Stadt) Begrenzung und den drei verschiedenen Aufgaben unter demselben Kommando.
Begriff und Grundkonzept wurden von Charles C. Krulak in den 1990er Jahren entwickelt und nach der Jahrtausendwende von Rick Hillier überarbeitet. Das Grundanliegen ist, dass eine gegebene militärische Einheit in einem begrenzten Kampfgebiet in der Lage sein soll, Einsätze von drei unterschiedlichen Anforderungsqualitäten kurzfristig durchführen zu können:
- Humanitärer Einsatz,
- friedenserhaltende Stabilisierungsmaßnahmen,
- mittlerer Kampfeinsatz.

Das Konzept ist in der US-Armee insofern umstritten, als einige sagen, ein Einsatz müsse mit nur einer Aufgabe klar strukturiert sein, während andere unter dasselbe Kommando bzw. Konzept Rekonstruktionsaufgaben als vierten Aspekt einfügen möchten. Auch in der kanadischen Armee war es umstritten und wurde letztlich verworfen, um in neuere Konzepte noch weitere Erfordernisse wie Multinationalität einzuarbeiten. Dementsprechend hat das Konzept heute mehr beschreibenden als strategischen Charakter.
Dieses moderne Konfliktszenario hat Auswirkungen auf die Entwicklung der Waffentechnik (da es sich nicht um einen klassischen Frontenkrieg handelt) und auf die militärische Ausbildung (da Entscheidungen in der Befehlskette aufgrund des engen Zeitrahmens nach unten verlagert werden).